# Xã Bethel, Quận Monroe, Ohio
Xã Bethel (tiếng Anh: Bethel Township) là một xã thuộc quận Monroe, tiểu bang Ohio, Hoa Kỳ. Năm 2010, dân số của xã này là 347 người.